# Domingo de carnaval
Domingo de carnaval és una pel·lícula espanyola dirigida, escrita i produïda per Edgar Neville en 1945. Juntament amb La torre de los siete jorobados i El crimen de la calle de Bordadores, forma part dels seus "sainets criminals". Hi ha influència estètica del pintor José Gutiérrez Solana.

## Sinopsi
Una avara prestadora és assassinada el mateix dia que comença el carnestoltes a Madrid el 1917. Un venedor de rellotges, que devia una gran quantitat a l'anciana, és el principal sospitós del crim. La filla d'aquest decideix investigar pel seu compte.

## Repartiment
- Conchita Montes: Nieves
- Guillermo Marín: Gonzalo Fonseca
- Fernando Aguirre
- Carlos Álvarez Segura
- Manuel Arbó
- Ildefonso Cuadrado
- Fernando Fernán Gómez
- Ginés Gallego
- Francisco Hernández
- Julia Lajos
- Mariana Larrabeiti
- Juana Mansó
- Manuel Requena
- Joaquín Roa
- Alicia Romay

## Premis
El 8 d'octubre de 1945 la pel·lícula va aconseguir un premi econòmic de 250.000 ptes, als premis del Sindicat Nacional de l'Espectacle de 1945.